# 鸿胪井

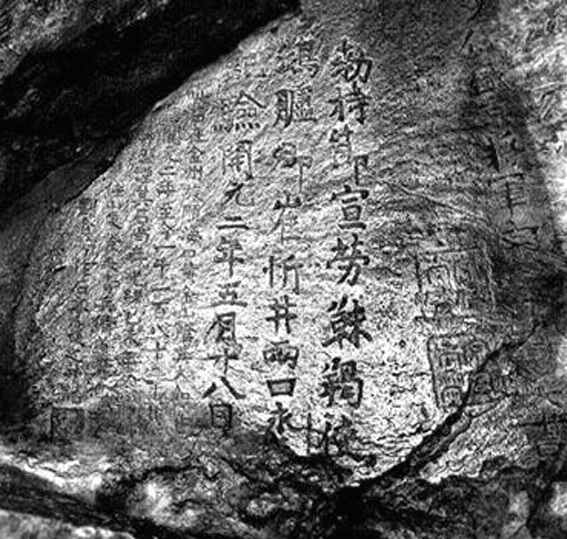
唐鸿胪井刻石的黑白照片

鸿胪井是一處唐代的歷史遺跡，包括井和刻石，原位於中国辽宁旅顺，現石刻位于日本皇居內。唐朝派遣鸿胪卿崔忻使团册封渤海国首領大祚榮，为纪念此次册封，唐玄宗開元二年（公元714年）在旅顺黄金山南麓及西北麓各凿井一口，并在后者旁立一巨石上刻石為證，这两口井和井旁刻石被称作鸿胪井。

## 唐鸿胪井刻石
唐鸿胪井刻石本是一块重逾九吨，十多立方米的驼形天然顽石。公元713年（唐开元元年），唐玄宗使鸿胪卿崔忻前往辽东，册封大祚荣为渤海郡王。714年（唐开元二年）使團归程途经旅顺，为纪念这次册封盛事，崔忻于黄金山下凿井两口、刻石一块，以为记验，此刻石亦因其所任官职而得名。刻石文字共29字，分3行自上而下自右向左书写：“敕持节宣劳靺羯使鸿胪卿崔忻井两口永为记验开元二年五月十八日”。注意唐代普遍將其族名寫為「靺羯」而非「靺鞨」。唐鸿胪井刻石上有明确纪年的题名有五处，分别是：唐开元二年（714年）鸿胪卿崔忻的题名、明嘉靖十二年（1533年）山东布政司参议查应兆题名、清乾隆四年（1739年）奉天将军额洛图题名、道光二十年（1840年）盛京将军耆英题名，以及光绪二十一年（1895年）前任山东登莱青兵备道守备将刘含芳题名。

## 移日
1904年2月8日，东乡平八郎指挥的日本联合舰队突袭旅顺港引发日俄战争。1905年1月2日日军攻陷旅顺口并制造了震惊中外的旅顺口大屠杀，并设置所谓的旅顺镇守府。7月，日本外务省特派员、大阪朝日新闻社评论员、东洋史学家内藤虎次郎（即内藤湖南）考察旅顺港的清朝文化遗产。日本海军秘密委托内藤虎次郎鉴定鸿胪井碑。内藤虎次郎等人撰写的《关于旅顺唐碑的调查》认为“此碑文于史有益”，催生了日本海军掠夺的动机。
1907年8月3日至5日，日本大阪朝日新闻社的讲演会上内藤虎次郎作了《日本满州交通略说》演讲，说道“最近，在旅顺发现当时去渤海的使者的事迹，旅顺黄金山下有井，名叫鸿胪井”和“这次发现的石头”及“鸿胪井碑”，介绍了释文和拓本。 
1910年日本海军中将富岗定恭（时任旅顺海军镇守司令长官），将鸿胪井刻石及碑亭偷运到日本，4月日本海军大臣斋藤实将其作为日俄战争战利品交给日本皇宫。1912年日本修建建安府收藏日俄战争纪念品，将鸿胪井碑和碑亭收入其间。

## 归还问题
中国学术界要求日本皇宫归还此一中国国宝级文物。
2014年底，中國民間組織“中国民间对日索赔联合会”文物追讨部部长王锦思等三位民间人士，抵達日本东京，向日本皇宫官方递交要求归还中华唐鸿胪井刻石的信函。
管理日本皇宫事务的宫内厅发言：“石碑已经列为日本的国家专有财产，摆放在皇宫内，并规定不准人们进入参观，不准公开，最多只能提供照片。”